# Quileute
Los Quileute ( /ˈkwɪliuːt/), son un pueblo nativo americano en el oeste del estado de Washington en los Estados Unidos, actualmente suman aproximadamente 2000 personas. Son una tribu reconocida a nivel federal como: la Tribu Quileute de la Reservación Quileute.
El pueblo Quileute fue forzado a vivir en la Reserva Indígena Quileute (47°54′23″N 124°37′30″O / 47.90639, -124.62500 ) después de firmar el Tratado de Quinault en 1855. Su reserva está ubicada cerca de la esquina suroeste del condado de Clallam, Washington, en la desembocadura del río Quillayute en la costa del Pacífico. Son parte del pueblo Coast Salish (Costa Noroeste del Pacífico) y del pueblo Quinault (Estado de Washington).
El principal centro de población de la reserva es la comunidad de La Push, Washington. El censo de 2000 reportó una población residente oficial de 371 personas en la reserva, que tiene una superficie de 4061 km².
El idioma Quileute pertenece a la familia de lenguas Chimakuan entre los pueblos indígenas de la Costa Noroeste. El idioma Quileute es un idioma aislado, ya que los únicos aborígenes relacionados con los Quileute, los Chimakum, fueron destruidos por el Jefe Seattle y el pueblo Suquamish durante la década de 1860. El idioma Quileute es uno de los seis idiomas conocidos que carecen de sonidos nasales (es decir, m y n).
Al igual que muchas naciones de la costa noroeste, en tiempos anteriores al contacto, los Quileute dependían de la pesca en los ríos locales y el Océano Pacífico para alimentarse. Construyeron casas de tablones (casas largas) para protegerse de los duros y húmedos inviernos al oeste de las Montañas Cascade. Los Quileute, junto con los Makah, fueron también balleneros.